# Vähä Liesjärvi
Vähä Liesjärvi är en sjö i kommunen Etseri i landskapet Södra Österbotten i Finland. Arean är 47 hektar och strandlinjen är 4,01 kilometer lång. Sjön  ingår i Kumo älvs huvudavrinningsområde.   Den ligger omkring 62 kilometer sydöst om Seinäjoki och omkring 270 kilometer norr om Helsingfors. 
I sjön finns ön Kivisaari. 